# Arenaria cambodianum
Arenaria cambodianum là loài thực vật có hoa thuộc họ Cẩm chướng. Loài này được Pit. mô tả khoa học đầu tiên năm 1922.